# William Vásquez
William Vásquez (Puerto Tejada, Colombia, 18 de junio de 1978) es un exfutbolista colombiano que jugaba de delantero. Ha jugado varias ediciones de la Copa Libertadores.

## Clubes
| Club                   | País      | Año         |
| ---------------------- | --------- | ----------- |
| Cortuluá               | Colombia  | 1999 - 2000 |
| Deportivo Cali         | Colombia  | 2001        |
| Cortuluá               | Colombia  | 2002        |
| Newell's Old Boys      | Argentina | 2002        |
| Independiente Medellín | Colombia  | 2002 - 2003 |
| Independiente Santa Fe | Colombia  | 2004        |
| Once Caldas            | Colombia  | 2005        |
| Atlético Huila         | Colombia  | 2005        |
| Once Caldas            | Colombia  | 2005 - 2006 |
| Macará                 | Ecuador   | 2006        |
| Atlético Huila         | Colombia  | 2007        |
| Juan Aurich            | Perú      | 2008        |

### Campeonatos nacionales
| Título                   | Club                   | País     | Año  |
| ------------------------ | ---------------------- | -------- | ---- |
| Torneo Finalización 2002 | Independiente Medellín | Colombia | 2002 |